# Gimme Gimme
Gimme Gimme è un singolo della cantante rumena Inna pubblicato in formato digitale il 1º febbraio 2017 ed estratto come primo singolo di lancio dal quinto album della cantante Nirvana.

## Descrizione
Gimme Gimme è un brano dance pop dal ritmo uptempo con influenze dei tipici strumenti musicali dell'India. Il video per accompagnare il brano è stato registrato in Spagna, insieme ad alcuni ballerini vestiti con dei costumi tipici Indiani.

## Tracce
Testi e musiche di Andrew Frampton, Breyan Isaac, Andreas Schuller e Thomas Joseph Rozdilsky; edizioni musicali Global Records.
1. Gimme Gimme – 2:57